# 墨西哥簽證政策
外國公民入境墨西哥前必須取得签证，而65個享有豁免簽證資格的國家和3個有電子授權系統資格的國家的公民則無需簽證，即可入境墨西哥。 所有需要签证国家的公民可以通过美国，加拿大等国的签证代替墨西哥签证，从而免签入境。
墨西哥簽證在墨西哥境外由墨西哥外交部所属使领馆签发。在墨西哥境内的赞助人亦可通过内政部下属的國家移民局申请「反签」（家庭团聚，工作签证等），然后让海外的被赞助人前往就近的使领馆贴签。
从美国-墨西哥陆地边境入境墨西哥，墨西哥一侧靠近边境24公里以内（含下加州全境）属于北部边境自由区 （Zona Libre de la Frontera Norte），不设置强制性的移民和海关检查。如果要进入墨西哥内陆，则必须在入境墨西哥时主动前往口岸的国家移民局办公室获得多功能移民卡（Forma Múltiple de Migración），或是在路边的移民局办公室获得，否则可能面临罚款或者其它后果。从墨西哥-危地马拉非官方口岸入境同理。

## 分布地圖

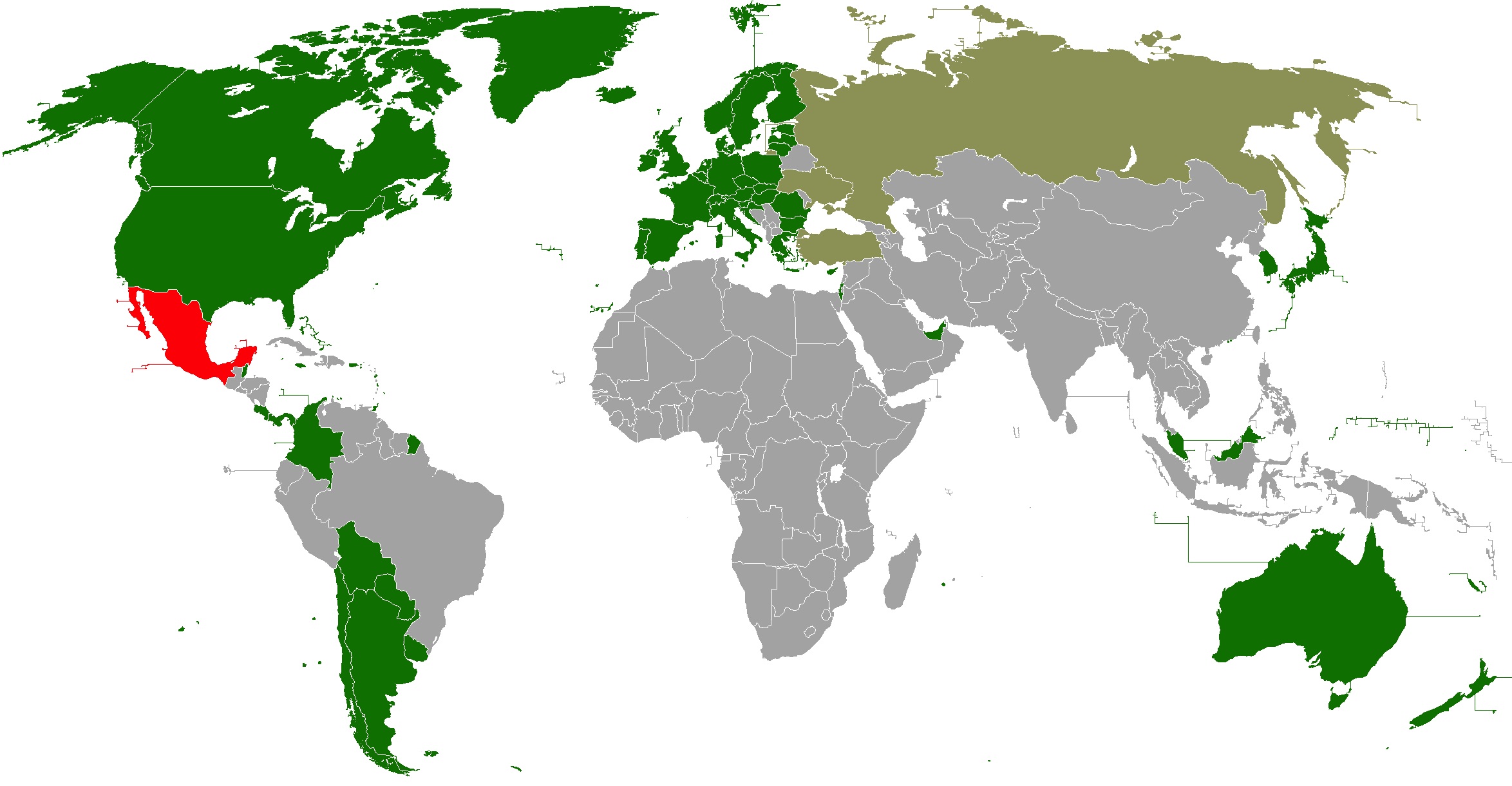
墨西哥簽證政策
墨西哥
免簽證
電子许可（SAE）
可通过第三国签证免签入境，如没有则需要申請簽證

## 免簽入境
下列65個國家和地區的公民以旅遊、過境或商務目的前往墨西哥，無需簽證即可入境。其中旅遊者和商務人士至多可停留180天，過境旅客則至多可停留30天。
| - 欧洲联盟1 3 \| - 安道尔 - 阿根廷 - 4 - 巴哈马 - 玻利维亚 - 加拿大5 - 智利6 - 哥伦比亚7 - 香港 - 冰島3 \| - 以色列 - 牙买加 - 日本8 - 列支敦斯登3 - 澳門 - 马来西亚 - 马绍尔群岛 - 密克羅尼西亞聯邦 - 摩納哥 - 新西兰4 - 挪威3 - 帛琉 - 巴拿马 \| - 巴拉圭 - 圣马力诺 - 新加坡 - 瑞士3 - 千里達及托巴哥 - 阿联酋 - 英国2 - 美国9 - 乌拉圭 - 梵蒂冈 \| \| | |                                                                                                  |  |
| - 安道尔 - 阿根廷 - 4 - 巴哈马 - 玻利维亚 - 加拿大5 - 智利6 - 哥伦比亚7 - 香港 - 冰島3 | - 以色列 - 牙买加 - 日本8 - 列支敦斯登3 - 澳門 - 马来西亚 - 马绍尔群岛 - 密克羅尼西亞聯邦 - 摩納哥 - 新西兰4 - 挪威3 - 帛琉 - 巴拿马 | - 巴拉圭 - 圣马力诺 - 新加坡 - 瑞士3 - 千里達及托巴哥 - 阿联酋 - 英国2 - 美国9 - 乌拉圭 - 梵蒂冈 |  |

1 - 包括法國海外省和領土、丹麥領土和荷蘭加勒比領土的居民。 

2 - 對於英國國民，只有英國公民、英國國民（海外）、英國海外領土百慕大和英屬維爾京群島護照持有人以及英國護照持有人才有資格免簽證入境。 包括英國的永久居民或有效簽證持有人。

3 - 包括申根區國家的永久居民或有效簽證持有人。 

4 -  包括居住在澳大利亞領土和紐西蘭領土的澳大利亞和紐西蘭公民。 

5 - 包括加拿大簽發的永久居民卡或有效簽證的持有人。 

6 - 包括智利颁發的永久居留許可持有人。 

7 - 包括哥倫比亞頒發的永久居留許可持有人。 

8 - 包括日本簽發的永久居留卡、永久再入境許可證或有效簽證的持有人。 

9 - 包括有效美國簽證或綠卡的持有者。 

## 第三国签证免签入境
非免簽國護照持有人只要持有以下任何一种证件，亦可免签入境墨西哥180天。
- 持有以下任何一个有效签证
  -  加拿大
  -  申根区域（必须由申根区成员国签发，且贴在护照上。塑料卡片的临时居留卡（Titre de séjour/residency permit/temporary residency）不予承认[5][6]）
  -  日本
  -  英国
  -  美国

- 持有以下任何一个永久居留卡（有效期内）
  -  加拿大
  -  哥伦比亚
  -  秘魯
  -  智利
  -  申根区域（必须是申根区成员国签发的欧盟统一格式永居卡，且明确标注「永久」（Permanente）或「长期居留」（Larga duración/carte de résident de longue durée UE/EU Long-term residency)。任何申根国家的临时居留卡均不被接受。由申根成员国签发但不符合欧盟统一格式亦不被接受。[5][6]）
  -  日本
  -  英国
  -  美国
- 持有亞太經合組織商務旅遊證（APEC 卡），且明确标注适用墨西哥（标注「MEX」）[7]
- 持有国际海员身份证且随船执行国际航运公务

如果以非居民身份入境（比如非盈利访客（游客/商务），盈利性访客，学签等），无论是免签入境，第三国签证免签，还是使用墨西哥签证，通过以下方式可以在墨西哥转换为居民身份。
- 在墨西哥有直系亲属。[8]
- 在墨西哥申请庇护后[9]，获得人道主义访客卡身份。[10]获得人道主义访客卡后，然后通过经济能力申请临时居留。[11]

## 换领（Canje）
墨西哥居民签证，工作签证，学生签证，以及其它特殊种类的签证上如果标注「Obtener en INAMI forma migratoria/Refer to immigration office」则说明该签证必须在入境墨西哥后去国家移民局的派出机构换领相应的居留卡。
入境后当事人必须于30天内前往居住地附近最近的国家移民局的派出机构 （页面存档备份，存于）完成换领手续，获得相应的居留卡。换领后签证作废，居留卡成为唯一的移民证件。
如果居留卡需要更新，当事人必须于卡片过期前30天内前往国家移民局完成更新手续。如果当事人位于墨西哥境外，且居留卡已经过期，可在居留卡过期55天内返回墨西哥，然后立即前往国家移民局更新。

## 電子授權系統
電子授權系統（Sistema de Autorización Electrónica，SAE）是一項網上系統，允許通過航空抵達、以過境、旅遊或商務目的入境的下列國家的公民取得電子授權，而無需使領館簽發的簽證。其有效期為30天，適用於單次入境，抵達墨西哥後旅客至多可停留180天。
- 俄羅斯
- 土耳其[15]
- 乌克兰

## 過境免簽證
需要簽證方能入境的旅客如在墨西哥城轉機，航班間隔時間不超過24小時，且中途不經停墨西哥境內其他機場的話，亦無需簽證。轉機旅客將被送至墨西哥城貝尼托·胡亞雷斯國際機場的過境大廳，由國家移民部門的代理人保管其护照和/或旅行證件，直至登上下一班飛機為止。

## 外部連結
- 公民前往墨西哥旅行不需要簽證的國家和地區 （页面存档备份，存于）（西班牙文）（英文）
- 對俄羅斯和土耳其公民的電子簽證授權 （页面存档备份，存于）（西班牙文）（英文）（俄文）（土耳其文）
- 公民前往墨西哥旅行需要簽證的國家和地區 （页面存档备份，存于）（西班牙文）（英文）